# لوکا سیرونی
لوکا سیرونی (ایتالیایی: Luca Sironi؛ زادهٔ ۲۸ ژوئن ۱۹۷۴ ‏(۵۰ سال)) دوچرخه‌سوار اهل ایتالیا است.